# Букатино (Смоленская область)
Букатино — деревня в Сычёвском районе Смоленской области России. Входит в состав Караваевского сельского поселения. По состоянию на 2007 год постоянного населения не имеет. 
Расположена в северо-восточной части области в 4 км к северо-западу от Сычёвки, в 7 км западнее автодороги Р134 «Старая Смоленская дорога» Смоленск — Дорогобуж — Вязьма — Зубцов, на берегу реки Яблонька. В 6 км юго-восточнее деревни расположена железнодорожная станция Сычёвка на линии Вязьма — Ржев. 

## История
В годы Великой Отечественной войны деревня была оккупирована гитлеровскими войсками в октябре 1941 года, освобождена в марте 1943 года.